# Anssi Koivuranta

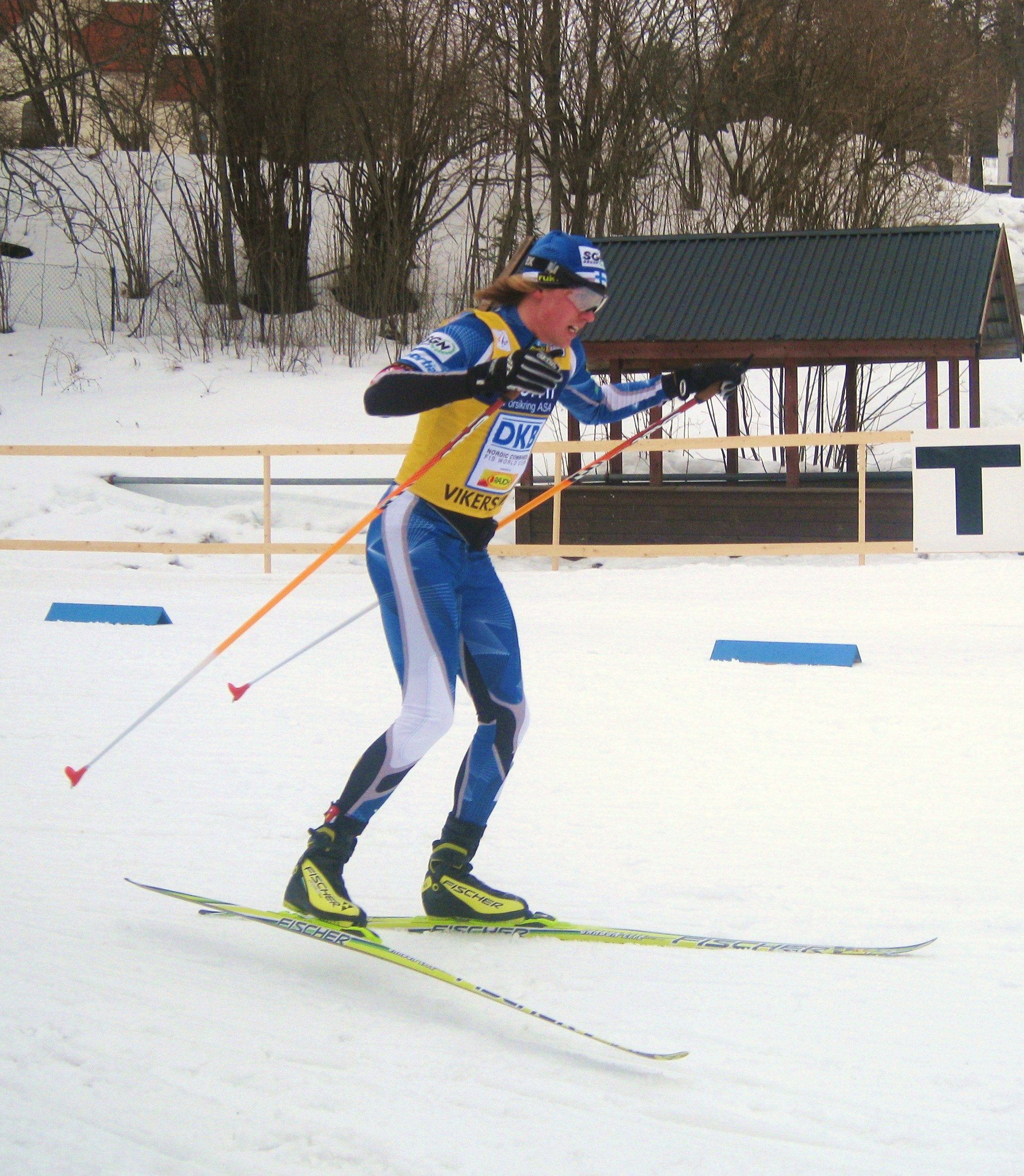
Koivuranta podczas biegu narciarskiego

Anssi Einar Koivuranta (ur. 3 lipca 1988 w Kuusamo) – fiński skoczek narciarski, do 2010 roku kombinator norweski, brązowy medalista olimpijski, dwukrotny medalista mistrzostw świata, czterokrotny medalista mistrzostw świata juniorów oraz zdobywca Pucharu Świata w kombinacji norweskiej.

## Kariera
Zwycięzca siedmiu zawodów o Puchar Świata. Mistrz świata juniorów w Gundersenie z Tarvisio w 2007. Mistrz Finlandii w skokach narciarskich rozegranych 4 lutego 2009 na dużej skoczni w Lahti (HS 130). Do mistrzostw świata w Libercu przystępował jako lider Pucharu Świata jednak nie udało mu się zdobyć medalu. W starcie masowym i Gundersenie (normalna skocznia) znalazł się tuż za podium. W biegu drużynowym nie wystąpił, a w Gundersenie (duża skocznia) po skoku był na drugim miejscu. Z powodu choroby nie wystartował jednak w biegu. Zwycięzca Pucharu Świata w sezonie 2008/2009. Rekord życiowy w skokach to 214,5 metra uzyskane 19 marca 2009 w Planicy.
Od sezonu 2010/2011 z powodu choroby uniemożliwiającej mu treningi wytrzymałościowe zrezygnował ze startów w kombinacji norweskiej i zaczął uprawiać skoki narciarskie. W listopadzie 2010 został włączony do fińskiej reprezentacji w skokach narciarskich. W kwietniu 2011 roku zadecydował, że pozostanie w skokach narciarskich na dłużej.
W maju 2015 ogłosił zawieszenie kariery na co najmniej jeden sezon, natomiast pół roku później ogłosił definitywne jej zakończenie.

## Kombinacja norweska

### Igrzyska olimpijskie
| Miejsce | Dzień     | Rok  | Miejscowość | Konkurencja           | Wynik zwycięzcy | Strata      | Zwycięzca           |
| ------- | --------- | ---- | ----------- | --------------------- | --------------- | ----------- | ------------------- |
| 25.     | 11 lutego | 2006 | Pragelato   | Gundersen HS106/15 km | 39:44,6 min     | +3:52,7 min | Georg Hettich       |
| 3.      | 15 lutego | 2006 | Pragelato   | Sztafeta HS134/4x5 km | 49:52,6 min     | +26,8 s     | Austria             |
| 11.     | 21 lutego | 2006 | Pragelato   | Sprint HS134/7,5 km   | 18:29,0 min     | +48,7 s     | Felix Gottwald      |
| 8.      | 14 lutego | 2010 | Whistler    | Gundersen HS106/10 km | 25:47,1 min     | +29,8 s     | Jason Lamy Chappuis |
| 7.      | 23 lutego | 2010 | Whistler    | Sztafeta HS140/4x5 km | 49:31,6 min     | +2:21,5 min | Austria             |
| DNF     | 25 lutego | 2010 | Whistler    | Gundersen HS140/10 km | 25:32,9 min     | —           | Bill Demong         |

### Mistrzostwa świata
| Miejsce | Dzień     | Rok  | Miejscowość | Konkurencja              | Wynik zwycięzcy | Strata      | Zwycięzca       |
| ------- | --------- | ---- | ----------- | ------------------------ | --------------- | ----------- | --------------- |
| 26.     | 18 lutego | 2005 | Oberstdorf  | Gundersen HS100/15 km    | 38:56,2 min     | +3:08,6 min | Ronny Ackermann |
| 6.      | 27 lutego | 2005 | Oberstdorf  | Sprint HS137/7,5 km      | 20:15,6 min     | +57,8 s     | Ronny Ackermann |
| 4.      | 23 lutego | 2007 | Sapporo     | Sprint HS134/7,5 km      | 17:40,2 min     | +35,2 s     | Hannu Manninen  |
| 1.      | 25 lutego | 2007 | Sapporo     | Sztafeta HS134/4x5 km    | 49:14,9 min     | —           | —               |
| 3.      | 3 marca   | 2007 | Sapporo     | Gundersen HS100/15 km    | 38:35,6 min     | +8,7 s      | Ronny Ackermann |
| 4.      | 20 lutego | 2009 | Liberec     | Start masowy HS100/10 km | 276,0 pkt       | 15,8 pkt    | Todd Lodwick    |
| 4.      | 22 lutego | 2009 | Liberec     | Gundersen HS100/10 km    | 24:22,3 min     | +54,7 s     | Todd Lodwick    |
| DNS     | 28 lutego | 2009 | Liberec     | Gundersen HS134/10 km    | 23:36.6 min     | —           | Bill Demong     |

### Mistrzostwa świata juniorów
| Miejsce | Dzień    | Rok  | Miejscowość       | Konkurencja           | Wynik zwycięzcy | Strata      | Zwycięzca    |
| ------- | -------- | ---- | ----------------- | --------------------- | --------------- | ----------- | ------------ |
| 10.     | 4 lutego | 2004 | Stryn             | Gundersen K90/10 km   | 26:06,3 min     | +4:26,0 min | Petter Tande |
| 4.      | 6 lutego | 2004 | Stryn             | Sztafeta K90/4x5      | 58:03,0 min     | +4:27,0 min | Niemcy       |
| 3.      | 8 lutego | 2004 | Stryn             | Sprint K90/7,5 km     | 14:02,1 min     | +43,5 s     | Petter Tande |
| 3.      | 22 marca | 2005 | Rovaniemi         | Gundersen HS100/10 km | 25:56,6 min     | +1:18,2 min | Petter Tande |
| 7.      | 24 marca | 2005 | Rovaniemi         | Sztafeta HS100/4x5 km | 44:17,1 min     | +2:00,4 min | Niemcy       |
| 5.      | 26 marca | 2005 | Rovaniemi         | Sprint HS100/5 km     | 11:57,1 min     | +34,0 s     | Petter Tande |
| 1.      | 14 marca | 2007 | Tarvisio/ Planica | Gundersen HS100/10 km | 33:26,7 min     | —           | —            |
| 6.      | 16 marca | 2007 | Tarvisio/ Planica | Sztafeta HS100/4x5 km | 1:05:35,0 h     | +3:22,2 min | Austria      |
| 2.      | 18 marca | 2007 | Tarvisio/ Planica | Sprint HS100/5 km     | 15:01,3 min     | +30,2 s     | Eric Frenzel |

### Puchar Świata w kombinacji norweskiej

#### Miejsca w klasyfikacji generalnej
| Sezon     | Miejsce |
| --------- | ------- |
| 2003/2004 | 51.     |
| 2004/2005 | 21.     |
| 2005/2006 | 10.     |
| 2006/2007 | 7.      |
| 2007/2008 | 11.     |
| 2008/2009 | 1.      |
| 2009/2010 | 11.     |

#### Miejsca na podium w konkursach indywidualnych Pucharu Świata chronologicznie
| Nr  | Dzień        | Rok  | Miejscowość   | Konkurencja              | Nota za skok/miejsce | Czas biegu  | Strata      | Miejsce | Zwycięzca        |
| --- | ------------ | ---- | ------------- | ------------------------ | -------------------- | ----------- | ----------- | ------- | ---------------- |
| 1.  | 30 stycznia  | 2005 | Sapporo       | Gundersen HS134/15 km    | 271,9 pkt/1.         | 37:25,8 min | +50,0 s     | 3.      | Hannu Manninen   |
| 2.  | 25 listopada | 2005 | Ruka          | Gundersen HS142/15 km    | 236,9 pkt/2.         | 37:19,8 min | +2:29,6 min | 2.      | Hannu Manninen   |
| 3.  | 14 stycznia  | 2006 | Val di Fiemme | Start masowy 10 km/HS134 | 142,2 pkt/1.         | 242,9 pkt   | 0,1 pkt     | 2.      | Hannu Manninen   |
| 4.  | 11 marca     | 2006 | Oslo          | Gundersen HS128/15 km    | 242,6 pkt/2.         | 37:25,9 min | +32,8 s     | 3.      | Petter Tande     |
| 5.  | 12 marca     | 2006 | Oslo          | Sprint HS128/7,5 km      | 124,9 pkt/3.         | 18:55,1 min | +5,1 s      | 3.      | Björn Kircheisen |
| 6.  | 3 grudnia    | 2006 | Lillehammer   | Sprint HS138/7,5 km      | 126,2 pkt/2.         | 17:30,8 min | +1,2 s      | 2.      | Christoph Bieler |
| 7.  | 16 grudnia   | 2006 | Ramsau        | Start masowy 10 km/HS98  | 146,0 pkt/2.         | 265,0 pkt   | 1,3 pkt     | 2.      | Christoph Bieler |
| 8.  | 20 stycznia  | 2008 | Klingenthal   | Start masowy 10 km/HS140 | 67,2 pkt/10.         | 178,2 pkt   | 8,4 pkt     | 3.      | Eric Frenzel     |
| 9.  | 16 lutego    | 2008 | Liberec       | Start masowy 10 km/HS134 | 137,4 pkt/3.         | 245,9 pkt   | 4,9 pkt     | 2.      | Petter Tande     |
| 10. | 29 listopada | 2008 | Ruka          | Gundersen HS142/10 km    | 142,5 pkt/2.         | 27:31,1 min | +26,0 s     | 3.      | Ronny Ackermann  |
| 11. | 30 listopada | 2008 | Ruka          | Gundersen HS142/10 km    | 128,2 pkt/3.         | 27:33,2 min | —           | 1.      | —                |
| 12. | 6 grudnia    | 2008 | Trondheim     | Gundersen HS140/10 km    | 129,3 pkt/2.         | 24:49,6 min | +1,5 s      | 3.      | Magnus Moan      |
| 13. | 7 grudnia    | 2008 | Trondheim     | Gundersen HS140/10 km    | 138,0 pkt/1.         | 24:41,9 min | —           | 1.      | —                |
| 14. | 27 grudnia   | 2008 | Oberhof       | Gundersen HS140/10 km    | 141,0 pkt/1.         | 25:22,8 min | +0,4 s      | 3.      | Magnus Moan      |
| 15. | 28 grudnia   | 2008 | Oberhof       | Gundersen HS140/10 km    | 122,7 pkt/2.         | 27:22,2 min | —           | 1.      | —                |
| 16. | 4 stycznia   | 2009 | Schonach      | Gundersen HS96/10 km     | 126,5 pkt/1.         | 22:15,4 min | —           | 1.      | —                |
| 17. | 16 stycznia  | 2009 | Whistler      | Gundersen HS140/10 km    | 136,2 pkt/1.         | 25:26,3 min | +18,4 s     | 2.      | Bill Demong      |
| 18. | 31 stycznia  | 2009 | Chaux-Neuve   | Gundersen HS100/10 km    | 130,0 pkt/1.         | 26:06,8 min | +9,2 s      | 2.      | Magnus Moan      |
| 19. | 1 lutego     | 2009 | Chaux-Neuve   | Gundersen HS100/10 km    | 124,0 pkt/1.         | 27:29,4 min | —           | 1.      | —                |
| 20. | 8 lutego     | 2009 | Seefeld       | Gundersen HS100/10 km    | 118,5 pkt/2.         | 29:18,8 min | +33,7 s     | 3.      | Magnus Moan      |
| 21. | 14 lutego    | 2009 | Klingenthal   | Gundersen HS140/10 km    | 140,5 pkt/1.         | 27:16,7 min | —           | 1.      | —                |
| 22. | 6 marca      | 2009 | Lahti         | Gundersen HS130/10 km    | 132,0 pkt/1.         | 26:10,8 min | +7,2 s      | 2.      | Bill Demong      |
| 23. | 7 marca      | 2009 | Lahti         | Gundersen HS130/10 km    | 133,8 pkt/1.         | 26:34,5 min | +0,0 s      | 2.      | Magnus Moan      |
| 24. | 14 marca     | 2009 | Vikersund     | Gundersen HS117/10 km    | 144,2 pkt/1.         | 26:03,9 min | —           | 1.      | —                |
| 25. | 6 grudnia    | 2009 | Lillehammer   | Gundersen HS140/10 km    | 129,7 pkt/2.         | 23:14,3 min | +2,2 s      | 2.      | Tino Edelmann    |

#### Miejsca w poszczególnych konkursachPucharu Świata
| Sezon 2003/2004 |                              |                              |                                |                              |                                  |                              |                                  |                           |                                  |                                |                                |                                 |                                 |                              |                            |                                 |                              |                                |                            |                        |                            |                            |        |        |        |        |        |        |        |
| Ruka – Gundersen 15km | Ruka – Sprint 7,5km          | Trondheim – Sprint 7,5km     | Val di Fiemme – Gundersen 15km | Val di Fiemme – Sprint 7,5km | Oberhof – Gundersen 15km         | Reit im Winkl – Sprint 7,5km | Schonach – Gundersen 15km        | Seefeld – Sprint 7,5km    | Seefeld – Gundersen 15km         | Nayoro – Gundersen 15km        | Sapporo – Bieg masowy 10km     | Sapporo – Sprint 7,5km          | Oberstdorf – Sprint 7,5km       | Liberec – Gundersen 15km     | Oslo – Sprint 7,5km        | Oslo – Gundersen 15km           | Lahti – Sprint 7,5km         | Lahti – Gundersen 15km         | punkty                     | punkty                 | punkty                     | punkty                     | punkty | punkty | punkty | punkty | punkty |        |        |
| - | -                            | -                            | -                              | -                            | -                                | -                            | -                                | -                         | -                                | -                              | -                              | -                               | -                               | -                            | -                          | -                               | 24                           | 23                             | 29                         | 29                     | 29                         | 29                         | 29     | 29     | 29     | 29     | 29     |        |        |
| Sezon 2004/2005 |                              |                              |                                |                              |                                  |                              |                                  |                           |                                  |                                |                                |                                 |                                 |                              |                            |                                 |                              |                                |                            |                        |                            |                            |        |        |        |        |        |        |        |
| Ruka – Gundersen 15km | Ruka – Sprint 7,5km          | Trondheim – Gundersen 15km   | Trondheim – Sprint 7,5km       | Oberhof – Gundersen 15km     | Ruhpolding – Sprint 7,5km        | Schonach – Gundersen 15km    | Seefeld – Sprint 7,5km           | Seefeld – Gundersen 15km  | Liberec – Sprint 7,5km           | Sapporo – Bieg masowy 10km     | Sapporo – Gundersen 15km       | Pragelato – Sprint 7,5km        | Lahti – Huraganowy Sprint 7,5km | Lahti – Gundersen 15km       | Oslo – Gundersen 15km      | Oslo – Huraganowy Sprint 7,5km  | punkty                       | punkty                         | punkty                     | punkty                 | punkty                     | punkty                     | punkty | punkty | punkty |        |        |        |        |
| dq | dq                           | 11                           | 8                              | 23                           | 14                               | -                            | -                                | -                         | 21                               | 19                             | 3                              | -                               | 16                              | 14                           | -                          | -                               | 197                          | 197                            | 197                        | 197                    | 197                        | 197                        | 197    | 197    | 197    |        |        |        |        |
| Sezon 2005/2006 |                              |                              |                                |                              |                                  |                              |                                  |                           |                                  |                                |                                |                                 |                                 |                              |                            |                                 |                              |                                |                            |                        |                            |                            |        |        |        |        |        |        |        |
| Ruka – Gundersen 15km | Ruka – Sprint 7,5km          | Lillehammer – Gundersen 15km | Lillehammer – Sprint 7,5km     | Ramsau – Bieg masowy 10km    | Ramsau – Huraganowy Sprint 7,5km | Oberhof – Gundersen 15km     | Ruhpolding – Sprint 7,5km        | Schonach – Gundersen 15km | Val di Fiemme – Bieg masowy 10km | Val di Fiemme – Sprint 7,5km   | Harrachov – Sprint 7,5km       | Harrachov – Gundersen 15km      | Seefeld – Sprint 7,5km          | Seefeld – Gundersen 15km     | Lahti – Gundersen 15km     | Lahti – Huraganowy Sprint 7,5km | Oslo – Gundersen 15km        | Oslo – Huraganowy Sprint 7,5km | Sapporo – Bieg masowy 10km | Sapporo – Sprint 7,5km | punkty                     | punkty                     | punkty | punkty | punkty | punkty | punkty | punkty | punkty |
| 2 | 10                           | 8                            | 4                              | -                            | -                                | 15                           | 29                               | -                         | 2                                | 9                              | -                              | -                               | 13                              | -                            | 4                          | 7                               | 3                            | 3                              | 5                          | 20                     | 597                        | 597                        | 597    | 597    | 597    | 597    | 597    | 597    | 597    |
| Sezon 2006/2007 |                              |                              |                                |                              |                                  |                              |                                  |                           |                                  |                                |                                |                                 |                                 |                              |                            |                                 |                              |                                |                            |                        |                            |                            |        |        |        |        |        |        |        |
| Ruka – Gundersen 15km | Lillehammer – Gundersen 15km | Lillehammer – Sprint 7,5km   | Ramsau – Bieg masowy 10km      | Ramsau – Sprint 7,5km        | Ruhpolding – Gundersen 15km      | Oberstdorf – Gundersen 15km  | Val di Fiemme – Bieg masowy 10km | Seefeld – Sprint 7,5km    | Zakopane – Bieg masowy 10km      | Zakopane – Sprint 7,5km        | Lahti – Gundersen 15km         | Lahti – Huraganowy Sprint 7,5km | Oslo – Sprint 7,5km             | punkty                       | punkty                     | punkty                          | punkty                       | punkty                         | punkty                     | punkty                 | punkty                     | punkty                     | punkty | punkty | punkty | punkty | punkty | punkty |        |
| 5 | 11                           | 2                            | 2                              | 4                            | 10                               | 14                           | 48                               | 9                         | 14                               | 6                              | 9                              | 5                               | -                               | 484                          | 484                        | 484                             | 484                          | 484                            | 484                        | 484                    | 484                        | 484                        | 484    | 484    | 484    | 484    | 484    | 484    |        |
| Sezon 2007/2008 |                              |                              |                                |                              |                                  |                              |                                  |                           |                                  |                                |                                |                                 |                                 |                              |                            |                                 |                              |                                |                            |                        |                            |                            |        |        |        |        |        |        |        |
| Ruka – Gundersen 15km | Ruka – Sprint 7,5km          | Trondheim – Gundersen 15km   | Trondheim – Sprint 7,5km       | Ramsau – Bieg masowy 10km    | Ramsau – Huraganowy Sprint 7,5km | Oberhof – Gundersen 15km     | Schonach – Sprint 7,5km          | Schonach – Gundersen 15km | Val di Fiemme – Gundersen 15km   | Val di Fiemme – Sprint 7,5km   | Klingenthal – Bieg masowy 10km | Klingenthal – Sprint 7,5km      | Seefeld – Sprint 7,5km          | Seefeld – Sprint 7,5km       | Liberec – Bieg masowy 10km | Zakopane – Sprint 7,5km         | Lahti – Gundersen 15km       | Oslo – Gundersen 15km          | Oslo – Sprint 7,5km        | punkty                 | punkty                     | punkty                     | punkty | punkty | punkty | punkty | punkty | punkty |        |
| 5 | 5                            | 10                           | 6                              | -                            | -                                | 13                           | 11                               | 12                        | 11                               | 14                             | 3                              | 11                              | -                               | -                            | 2                          | DNF                             | 16                           | DNS                            | DNS                        | 443                    | 443                        | 443                        | 443    | 443    | 443    | 443    | 443    | 443    |        |
| Sezon 2008/2009 |                              |                              |                                |                              |                                  |                              |                                  |                           |                                  |                                |                                |                                 |                                 |                              |                            |                                 |                              |                                |                            |                        |                            |                            |        |        |        |        |        |        |        |
| Ruka – Gundersen 10km | Ruka – Gundersen 10km        | Trondheim – Gundersen 10km   | Trondheim – Gundersen 10km     | Ramsau – Gundersen 10km      | Ramsau – Gundersen 10km          | Oberhof – Gundersen 10km     | Oberhof – Gundersen 10km         | Schonach – Gundersen 10km | Val di Fiemme – Bieg masowy 10km | Val di Fiemme – Gundersen 10km | Whistler – Gundersen 10km      | Whistler – Gundersen 10km       | Chaux-Neuve – Gundersen 10km    | Chaux-Neuve – Gundersen 10km | Seefeld – Gundersen 10km   | Seefeld – Gundersen 10km        | Klingenthal – Gundersen 10km | Klingenthal – Gundersen 10km   | Lahti – Gundersen 10km     | Lahti – Gundersen 10km | Vikersund – Gundersen 10km | Vikersund – Gundersen 10km | punkty |        |        |        |        |        |        |
| 3 | 1                            | 3                            | 1                              | 18                           | 4                                | 3                            | 1                                | 1                         | DNF                              | DNS                            | 2                              | 4                               | 2                               | 1                            | 13                         | 3                               | 1                            | 7                              | 2                          | 2                      | 1                          | 8                          | 1461   |        |        |        |        |        |        |
| Sezon 2009/2010 |                              |                              |                                |                              |                                  |                              |                                  |                           |                                  |                                |                                |                                 |                                 |                              |                            |                                 |                              |                                |                            |                        |                            |                            |        |        |        |        |        |        |        |
| Ruka – Gundersen 10km | Ruka – Gundersen 10km        | Lillehammer – Gundersen 10km | Lillehammer – Gundersen 10km   | Ramsau – Gundersen 10km      | Ramsau – Gundersen 10km          | Ramsau – Gundersen 10km      | Oberhof – Gundersen 10km         | Oberhof – Gundersen 10km  | Val di Fiemme – Gundersen 10km   | Val di Fiemme – Gundersen 10km | Chaux-Neuve – Gundersen 10km   | Chaux-Neuve – Gundersen 10km    | Schonach – Gundersen 10km       | Seefeld – Gundersen 10km     | Seefeld – Gundersen 10km   | Lahti – Gundersen 10km          | Lahti – Gundersen 10km       | Oslo – Gundersen 10km          | punkty                     | punkty                 | punkty                     | punkty                     | punkty | punkty | punkty | punkty | punkty |        |        |
| 5 | -                            | 8                            | 2                              | 5                            | DNF                              | 4                            | 7                                | 18                        | 11                               | 10                             | -                              | -                               | -                               | -                            | -                          | 29                              | 6                            | 6                              | 433                        | 433                    | 433                        | 433                        | 433    | 433    | 433    | 433    | 433    |        |        |
| Legenda |                              |                              |                                |                              |                                  |                              |                                  |                           |                                  |                                |                                |                                 |                                 |                              |                            |                                 |                              |                                |                            |                        |                            |                            |        |        |        |        |        |        |        |
| 1 2 3 4-10 11-30 poniżej 30 - – zawodnik nie wystartował DNF – zawodnik nie ukończył biegu DNS – zawodnik nie wystartował do biegu |                              |                              |                                |                              |                                  |                              |                                  |                           |                                  |                                |                                |                                 |                                 |                              |                            |                                 |                              |                                |                            |                        |                            |                            |        |        |        |        |        |        |        |

### Letnie Grand Prix

#### Miejsca w klasyfikacji generalnej
| Sezon | Miejsce |
| ----- | ------- |
| 2007  | 38.     |
| 2008  | 2.      |

#### Miejsca na podium w konkursachLGP
| Nr | Dzień    | Rok  | Miejscowość | Konkurencja             | Nota za skok/miejsce | Czas biegu  | Strata | Miejsce | Zwycięzca     |
| -- | -------- | ---- | ----------- | ----------------------- | -------------------- | ----------- | ------ | ------- | ------------- |
| 1. | 29 lipca | 2008 | Oberstdorf  | Gundersen HS134/15,8 km | 130,7 pkt/1.         | 28:50,5 min | +0,5 s | 3.      | Mario Stecher |

#### Miejsca w poszczególnych konkursachLGP
| 2007 |                                |                                  |                                  |        |        |        |        |        |        |        |        |        |
| Klingenthal – Start masowy 10km | Oberhof – Gundersen 15km       | Val di Fiemme – Gundersen 15km   | Bischofshofen – Gundersen 15km   | punkty |        |        |        |        |        |        |        |        |
| 42 | 21                             | -                                | -                                | 10     |        |        |        |        |        |        |        |        |
| 2008 |                                |                                  |                                  |        |        |        |        |        |        |        |        |        |
| Hinterzarten – Gundersen 16,1 km                                                                                                   | Oberstdorf – Gundersen 15,8 km | Einsiedeln – Gundersen 10km      | punkty                           | punkty | punkty | punkty | punkty | punkty | punkty | punkty | punkty |        |
| 4 | 3                              | 4                                | 160                              | 160    | 160    | 160    | 160    | 160    | 160    | 160    | 160    |        |
| 2010 |                                |                                  |                                  |        |        |        |        |        |        |        |        |        |
| Oberstdorf – Gundersen 10 km | Oberstdorf – Gundersen 10 km   | Oberwiesenthal – Gundersen 10 km | Oberwiesenthal – Gundersen 10 km | punkty | punkty | punkty | punkty | punkty | punkty | punkty | punkty | punkty |
| DNF | 34                             | -                                | -                                | 0      | 0      | 0      | 0      | 0      | 0      | 0      | 0      | 0      |
| Legenda |                                |                                  |                                  |        |        |        |        |        |        |        |        |        |
| 1 2 3 4-10 11-30 poniżej 30 - – zawodnik nie wystartował DNF – zawodnik nie ukończył biegu DNS – zawodnik nie wystartował do biegu |                                |                                  |                                  |        |        |        |        |        |        |        |        |        |

### Puchar Kontynentalny

#### Miejsca w klasyfikacji generalnej
| Sezon     | Miejsce |
| --------- | ------- |
| 2003/2004 | 50.     |

#### Miejsca w poszczególnych konkursachPucharu Kontynentalnego
| Sezon 2002/2003 |                                  |                                    |                              |                            |                              |                                   |                           |                               |                               |                              |                            |                        |                          |                               |                        |                              |        |        |        |        |        |        |        |        |
| Steamboat Springs – Sprint 7,5km                                                                                                   | Steamboat Springs – Sprint 7,5km | Steamboat Springs – Gundersen 15km | Park City – Sprint 7,5km     | Park City – Gundersen 15km | Štrbské Pleso – Sprint 7,5km | Štrbské Pleso – Start masowy 10km | Zakopane – Gundersen 15km | Harrachov – Start masowy 10km | Oberwiesenthal – Sprint 7,5km | Klingenthal – Gundersen 15km | Klingenthal – Sprint 7,5km | Ruka – Sprint 7,5km    | Trondheim – Sprint 7,5km | Trondheim – Sprint 7,5km      | Stryn – Gundersen 15km | punkty                       | punkty | punkty | punkty | punkty | punkty | punkty | punkty | punkty |
| - | -                                | -                                  | -                            | -                          | -                            | -                                 | -                         | -                             | -                             | -                            | -                          | 36                     | -                        | -                             | -                      | 0                            | 0      | 0      | 0      | 0      | 0      | 0      | 0      | 0      |
| Sezon 2003/2004 |                                  |                                    |                              |                            |                              |                                   |                           |                               |                               |                              |                            |                        |                          |                               |                        |                              |        |        |        |        |        |        |        |        |
| Rovaniemi – Sprint 7,5km | Rovaniemi – Gundersen 15km       | Lillehammer – Sprint 7,5km         | Lillehammer – Gundersen 15km | Ruhpolding – Sprint 7,5km  | Ruhpolding – Gundersen 15km  | Tarvisio – Sprint 7,5km           | Tarvisio – Gundersen 15km | Villach – Sprint 7,5km        | Villach – Gundersen 15km      | Harrachov – Sprint 7,5km     | Karpacz – Gundersen 15km   | Karpacz – Sprint 7,5km | Iiyama – Sprint 7,5km    | Nozawa Onsen – Gundersen 15km | Hakuba – Sprint 7,5km  | Klingenthal – Gundersen 15km | punkty |        |        |        |        |        |        |        |
| 36 | 20                               | 10                                 | 7                            | -                          | -                            | -                                 | -                         | -                             | -                             | -                            | -                          | -                      | -                        | -                             | -                      | -                            | 73     |        |        |        |        |        |        |        |
| Legenda |                                  |                                    |                              |                            |                              |                                   |                           |                               |                               |                              |                            |                        |                          |                               |                        |                              |        |        |        |        |        |        |        |        |
| 1 2 3 4-10 11-30 poniżej 30 - – zawodnik nie wystartował DNF – zawodnik nie ukończył biegu DNS – zawodnik nie wystartował do biegu |                                  |                                    |                              |                            |                              |                                   |                           |                               |                               |                              |                            |                        |                          |                               |                        |                              |        |        |        |        |        |        |        |        |

## Skoki narciarskie

### Igrzyska olimpijskie

#### Indywidualnie
| 2014 Soczi/Krasnaja Polana | – | 12. miejsce (K-95), 11. miejsce (K-125) |

#### Drużynowo
| 2014 Soczi/Krasnaja Polana | – | 8. miejsce |

#### Starty A. Koivuranty na igrzyskach olimpijskich – szczegółowo
| Miejsce | Dzień     | Rok  | Miejscowość     | Skocznia       | Punkt K | HS     | Konkurs  | Skok 1  | Skok 2  | Nota                  | Strata   | Zwycięzca   |
| ------- | --------- | ---- | --------------- | -------------- | ------- | ------ | -------- | ------- | ------- | --------------------- | -------- | ----------- |
| 12.     | 9 lutego  | 2014 | Krasnaja Polana | Russkije Gorki | K-95    | HS-106 | indywid. | 99,5 m  | 101,5 m | 252,8 pkt             | 25,2 pkt | Kamil Stoch |
| 11.     | 15 lutego | 2014 | Krasnaja Polana | Russkije Gorki | K-125   | HS-140 | indywid. | 131,5 m | 121,5 m | 250,6 pkt             | 28,1 pkt | Kamil Stoch |
| 8.      | 17 lutego | 2014 | Krasnaja Polana | Russkije Gorki | K-125   | HS-140 | druż.    | 129,5 m | 130,0 m | 942,8 pkt (247,3 pkt) | 98,3 pkt | Niemcy      |

### Mistrzostwa świata

#### Indywidualnie
| 2011 Oslo                   | – | 10. miejsce (K-95), 33. miejsce (K-120) |
| 2013 Val di Fiemme/Predazzo | – | 39. miejsce (K-95), 45. miejsce (K-120) |

#### Drużynowo
| 2011 Oslo                   | – | 8. miejsce (K-95), 8. miejsce (K-120) |
| 2013 Val di Fiemme/Predazzo | – | 11. miejsce (K-120)                   |

#### Starty A. Koivuranty na mistrzostwach świata – szczegółowo
| Miejsce | Dzień     | Rok  | Miejscowość | Skocznia           | Punkt K | HS     | Konkurs  | Skok 1  | Skok 2 | Nota                  | Strata    | Zwycięzca             |
| ------- | --------- | ---- | ----------- | ------------------ | ------- | ------ | -------- | ------- | ------ | --------------------- | --------- | --------------------- |
| 10.     | 26 lutego | 2011 | Oslo        | Midtstubakken      | K-95    | HS-106 | indywid. | 98,5 m  | 94,0 m | 231,9 pkt             | 37,3 pkt  | Thomas Morgenstern    |
| 8.      | 27 lutego | 2011 | Oslo        | Midtstubakken      | K-95    | HS-106 | druż.    | 90,0 m  | 97,0 m | 900,5 pkt (212,0 pkt) | 125,0 pkt | Austria               |
| 33.     | 3 marca   | 2011 | Oslo        | Holmenkollbakken   | K-120   | HS-134 | indywid. | 118,0 m | —      | 104,8 pkt             | 172,7 pkt | Gregor Schlierenzauer |
| 8.      | 5 marca   | 2011 | Oslo        | Holmenkollbakken   | K-120   | HS-134 | druż.    | 124,5 m | —      | 408,3 pkt (119,2 pkt) | 91,7 pkt  | Austria               |
| 39.     | 23 lutego | 2013 | Predazzo    | Trampolino Dal Ben | K-95    | HS-106 | indywid. | 90,0 m  | —      | 96,3 pkt              | 156,3 pkt | Anders Bardal         |
| 45.     | 28 lutego | 2013 | Predazzo    | Trampolino Dal Ben | K-120   | HS-134 | indywid. | 105,5 m | —      | 98,2 pkt              | 197,6 pkt | Kamil Stoch           |
| 11.     | 2 marca   | 2013 | Predazzo    | Trampolino Dal Ben | K-120   | HS-134 | druż.    | 112,5 m | —      | 430,2 pkt (111,8 pkt) | 705,7 pkt | Austria               |

### Mistrzostwa świata w lotach narciarskich

#### Indywidualnie
| 2012 Vikersund | – | 24. miejsce |
| 2014 Harrachov | – | 28. miejsce |

#### Drużynowo
| 2012 Vikersund | – | 8. miejsce |

#### Starty A. Koivuranty na mistrzostwach świata w lotach – szczegółowo
| Miejsce | Dzień        | Rok  | Miejscowość | Skocznia        | Punkt K | HS     | Konkurs  | Skok 1  | Skok 2  | Skok 3  | Skok 4  | Nota                   | Strata    | Zwycięzca      |
| ------- | ------------ | ---- | ----------- | --------------- | ------- | ------ | -------- | ------- | ------- | ------- | ------- | ---------------------- | --------- | -------------- |
| 24.     | 24-25 lutego | 2012 | Vikersund   | Vikersundbakken | K-195   | HS-225 | indywid. | 209,0 m | 194,5 m | —       | —       | 300,7 pkt              | 108,0 pkt | Robert Kranjec |
| 8.      | 26 lutego    | 2012 | Vikersund   | Vikersundbakken | K-195   | HS-225 | druż.    | 185,0 m | 185,0 m | 168,5 m | 168,5 m | 1421,7 pkt (302,5 pkt) | 226,7 pkt | Austria        |
| 28.     | 14-15 marca  | 2014 | Harrachov   | Čertak          | K-185   | HS-205 | indywid. | 170,5 m | 167,5 m | —       | —       | 308,2 pkt              | 82,8 pkt  | Severin Freund |

### Mistrzostwa świata juniorów

#### Indywidualnie
| 2005 Rovaniemi | – | 12. miejsce |

#### Drużynowo
| 2005 Rovaniemi | – | brązowy medal |

#### Starty A. Koivuranty na mistrzostwach świata juniorów – szczegółowo
| Miejsce | Dzień    | Rok  | Miejscowość | Skocznia   | Punkt K | HS     | Konkurs  | Skok 1 | Skok 2 | Nota                  | Strata   | Zwycięzca     |
| ------- | -------- | ---- | ----------- | ---------- | ------- | ------ | -------- | ------ | ------ | --------------------- | -------- | ------------- |
| 3.      | 23 marca | 2005 | Rovaniemi   | Ounasvaara | K-90    | HS-100 | druż.    | 97,5 m | 92,0 m | 951,5 pkt (248,0 pkt) | 30,5 pkt | Słowenia      |
| 12.     | 25 marca | 2005 | Rovaniemi   | Ounasvaara | K-90    | HS-100 | indywid. | 89,0 m | 89,5 m | 224,0 pkt             | 28,0 pkt | Joonas Ikonen |

### Puchar Świata

#### Miejsca w klasyfikacji generalnej
| Sezon     | Miejsce |
| --------- | ------- |
| 2010/2011 | 40.     |
| 2011/2012 | 18.     |
| 2013/2014 | 19.     |
| 2014/2015 | 64.     |

#### Zwycięstwa w konkursach indywidualnych Pucharu Świata chronologicznie
| Lp. | Dzień      | Rok  | Miejscowość | Skocznia | Punkt K | HS     | Skok 1  | Skok 2 | Nota      | Przypisy        |
| --- | ---------- | ---- | ----------- | -------- | ------- | ------ | ------- | ------ | --------- | --------------- |
| 1.  | 4 stycznia | 2014 | Innsbruck   | Bergisel | K-120   | HS-130 | 132,5 m | —      | 127,5 pkt | * TCS 2013/2014 |

#### Miejsca na podium w konkursach indywidualnych Pucharu Świata chronologicznie
| Lp. | Dzień      | Rok  | Miejscowość | Skocznia | Punkt K | HS     | Skok 1  | Skok 2 | Nota      | Lok. | Strata | Zwycięzca |
| --- | ---------- | ---- | ----------- | -------- | ------- | ------ | ------- | ------ | --------- | ---- | ------ | --------- |
| 1.  | 4 stycznia | 2014 | Innsbruck   | Bergisel | K-120   | HS-130 | 132,5 m | —      | 127,5 pkt | 1.   | —      | —         |

#### Miejsca w poszczególnych indywidualnych konkursachPucharu Świata
| Źródło | Źródło      | Źródło      | Źródło          | Źródło           | Źródło           | Źródło      | Źródło     | Źródło                 | Źródło                 | Źródło                 | Źródło          | Źródło          | Źródło          | Źródło   | Źródło    | Źródło    | Źródło    | Źródło    | Źródło      | Źródło           | Źródło           | Źródło    | Źródło    | Źródło    | Źródło  | Źródło    | Źródło  | Źródło | Źródło  | Źródło  | Źródło | Źródło | Źródło | Źródło | Źródło | Źródło | Źródło | Źródło | Źródło | Źródło | Źródło | Źródło | Źródło | Źródło | Źródło | Źródło | Źródło | Źródło | Źródło |
| --- | ----------- | ----------- | --------------- | ---------------- | ---------------- | ----------- | ---------- | ---------------------- | ---------------------- | ---------------------- | --------------- | --------------- | --------------- | -------- | --------- | --------- | --------- | --------- | ----------- | ---------------- | ---------------- | --------- | --------- | --------- | ------- | --------- | ------- | ------ | ------- | ------- | ------ | ------ | ------ | ------ | ------ | ------ | ------ | ------ | ------ | ------ | ------ | ------ | ------ | ------ | ------ | ------ | ------ | ------ | ------ |
| Sezon 2010/2011 |             |             |                 |                  |                  |             |            |                        |                        |                        |                 |                 |                 |          |           |           |           |           |             |                  |                  |           |           |           |         |           |         |        |         |         |        |        |        |        |        |        |        |        |        |        |        |        |        |        |        |        |        |        |        |
| Ruka | Kuopio      | Lillehammer | Lillehammer     | Engelberg        | Engelberg        | Engelberg   | Oberstdorf | Garmisch-Partenkirchen | Innsbruck              | Bischofshofen          | Harrachov       | Harrachov       | Sapporo         | Sapporo  | Zakopane  | Zakopane  | Zakopane  | Willingen | Klingenthal | Oberstdorf       | Vikersund        | Vikersund | Lahti     | Planica   | Planica | punkty    | punkty  | punkty | punkty  | punkty  | punkty | punkty | punkty | punkty | punkty | punkty | punkty | punkty | punkty | punkty | punkty | punkty | punkty | punkty |        |        |        |        |        |
| q | 36          | q           | 48              | -                | -                | -           | 26         | 6                      | 26                     | 33                     | -               | -               | 23              | 44       | 19        | 25        | 22        | 35        | -           | -                | -                | -         | 32        | 36        | 26      | 90        | 90      | 90     | 90      | 90      | 90     | 90     | 90     | 90     | 90     | 90     | 90     | 90     | 90     | 90     | 90     | 90     | 90     | 90     |        |        |        |        |        |
| Sezon 2011/2012 |             |             |                 |                  |                  |             |            |                        |                        |                        |                 |                 |                 |          |           |           |           |           |             |                  |                  |           |           |           |         |           |         |        |         |         |        |        |        |        |        |        |        |        |        |        |        |        |        |        |        |        |        |        |        |
| Ruka | Lillehammer | Lillehammer | Harrachov       | Harrachov        | Engelberg        | Engelberg   | Oberstdorf | Garmisch-Partenkirchen | Innsbruck              | Bischofshofen          | Bad Mitterndorf | Bad Mitterndorf | Zakopane        | Zakopane | Sapporo   | Sapporo   | Predazzo  | Predazzo  | Willingen   | Oberstdorf       | Lahti            | Trondheim | Oslo      | Planica   | Planica | punkty    | punkty  | punkty | punkty  | punkty  | punkty | punkty | punkty | punkty | punkty | punkty | punkty | punkty | punkty | punkty | punkty | punkty | punkty | punkty |        |        |        |        |        |
| 13 | 7           | 46          | 25              | q                | 31               | 12          | 21         | 27                     | 29                     | 29                     | 31              | 24              | 13              | 9        | 14        | 15        | 30        | 46        | 23          | 33               | 4                | 10        | 42        | q         | 25      | 283       | 283     | 283    | 283     | 283     | 283    | 283    | 283    | 283    | 283    | 283    | 283    | 283    | 283    | 283    | 283    | 283    | 283    | 283    |        |        |        |        |        |
| Sezon 2012/2013 |             |             |                 |                  |                  |             |            |                        |                        |                        |                 |                 |                 |          |           |           |           |           |             |                  |                  |           |           |           |         |           |         |        |         |         |        |        |        |        |        |        |        |        |        |        |        |        |        |        |        |        |        |        |        |
| Lillehammer | Lillehammer | Ruka        | Krasnaja Polana | Krasnaja Polana  | Engelberg        | Engelberg   | Oberstdorf | Garmisch-Partenkirchen | Innsbruck              | Bischofshofen          | Wisła           | Zakopane        | Sapporo         | Sapporo  | Vikersund | Vikersund | Harrachov | Harrachov | Klingenthal | Oberstdorf       | Lahti            | Kuopio    | Trondheim | Oslo      | Planica | Planica   | punkty  | punkty | punkty  | punkty  | punkty | punkty | punkty | punkty | punkty | punkty | punkty | punkty | punkty | punkty | punkty | punkty | punkty | punkty | punkty |        |        |        |        |
| - | -           | -           | -               | -                | -                | -           | -          | -                      | -                      | -                      | -               | -               | -               | -        | -         | -         | -         | -         | q           | -                | q                | -         | -         | -         | -       | -         | 0       | 0      | 0       | 0       | 0      | 0      | 0      | 0      | 0      | 0      | 0      | 0      | 0      | 0      | 0      | 0      | 0      | 0      | 0      |        |        |        |        |
| Sezon 2013/2014 |             |             |                 |                  |                  |             |            |                        |                        |                        |                 |                 |                 |          |           |           |           |           |             |                  |                  |           |           |           |         |           |         |        |         |         |        |        |        |        |        |        |        |        |        |        |        |        |        |        |        |        |        |        |        |
| Klingenthal | Ruka        | Lillehammer | Lillehammer     | Titisee-Neustadt | Titisee-Neustadt | Engelberg   | Engelberg  | Oberstdorf             | Garmisch-Partenkirchen | Innsbruck              | Bischofshofen   | Bad Mitterndorf | Bad Mitterndorf | Wisła    | Zakopane  | Sapporo   | Sapporo   | Willingen | Willingen   | Falun            | Lahti            | Lahti     | Kuopio    | Trondheim | Oslo    | Planica   | Planica | punkty | punkty  | punkty  | punkty | punkty | punkty | punkty | punkty | punkty | punkty | punkty | punkty | punkty | punkty | punkty | punkty | punkty | punkty | punkty |        |        |        |
| - | 38          | -           | -               | -                | -                | -           | -          | 38                     | 10                     | 1                      | 19              | -               | -               | 10       | 9         | -         | -         | 17        | 50          | 32               | 5                | 10        | 13        | 10        | 10      | q         | q       | 350    | 350     | 350     | 350    | 350    | 350    | 350    | 350    | 350    | 350    | 350    | 350    | 350    | 350    | 350    | 350    | 350    | 350    | 350    |        |        |        |
| Sezon 2014/2015 |             |             |                 |                  |                  |             |            |                        |                        |                        |                 |                 |                 |          |           |           |           |           |             |                  |                  |           |           |           |         |           |         |        |         |         |        |        |        |        |        |        |        |        |        |        |        |        |        |        |        |        |        |        |        |
| Klingenthal | Ruka        | Ruka        | Lillehammer     | Lillehammer      | Niżny Tagił      | Niżny Tagił | Engelberg  | Engelberg              | Oberstdorf             | Garmisch-Partenkirchen | Innsbruck       | Bischofshofen   | Bad Mitterndorf | Wisła    | Zakopane  | Sapporo   | Sapporo   | Willingen | Willingen   | Titisee-Neustadt | Titisee-Neustadt | Vikersund | Vikersund | Lahti     | Kuopio  | Trondheim | Oslo    | Oslo   | Planica | Planica | punkty |        |        |        |        |        |        |        |        |        |        |        |        |        |        |        |        |        |        |
| q | 35          | 27          | 41              | 25               | -                | -           | 26         | 41                     | 36                     | 49                     | 42              | 37              | -               | 28       | 49        | -         | -         | -         | -           | 45               | 40               | -         | -         | -         | -       | -         | -       | -      | -       | -       | 18     |        |        |        |        |        |        |        |        |        |        |        |        |        |        |        |        |        |        |
| Legenda |             |             |                 |                  |                  |             |            |                        |                        |                        |                 |                 |                 |          |           |           |           |           |             |                  |                  |           |           |           |         |           |         |        |         |         |        |        |        |        |        |        |        |        |        |        |        |        |        |        |        |        |        |        |        |
| 1 2 3 4-10 11-30 poniżej 30 dq – dyskwalifikacja q – dyskwalifikacja w kwalifikacjach q – zawodnik nie zakwalifikował się - – zawodnik nie wystartował |             |             |                 |                  |                  |             |            |                        |                        |                        |                 |                 |                 |          |           |           |           |           |             |                  |                  |           |           |           |         |           |         |        |         |         |        |        |        |        |        |        |        |        |        |        |        |        |        |        |        |        |        |        |        |

#### Miejsca w poszczególnych konkursach drużynowychPucharu Świata
| Źródło                                           | Źródło          | Źródło          | Źródło                    | Źródło          | Źródło            | Źródło                    | Źródło           | Źródło      | Źródło        |
| ------------------------------------------------ | --------------- | --------------- | ------------------------- | --------------- | ----------------- | ------------------------- | ---------------- | ----------- | ------------- |
| Sezon 2010/2011                                  | Sezon 2010/2011 | Sezon 2010/2011 | Sezon 2010/2011           | Sezon 2010/2011 | Ruka HS142        | Willingen HS145           | Oberstdorf HS213 | Lahti HS130 | Planica HS215 |
| Sezon 2010/2011                                  | Sezon 2010/2011 | Sezon 2010/2011 | Sezon 2010/2011           | Sezon 2010/2011 | 4                 | 5                         | -                | 6           | 7             |
| Sezon 2011/2012                                  | Sezon 2011/2012 | Sezon 2011/2012 | Sezon 2011/2012           | Ruka HS142      | Harrachov HS142   | Willingen HS145           | Oberstdorf HS213 | Lahti HS97  | Planica HS215 |
| Sezon 2011/2012                                  | Sezon 2011/2012 | Sezon 2011/2012 | Sezon 2011/2012           | 9               | 10                | 8                         | 10               | 8           | 9             |
| Sezon 2012/2013                                  | Sezon 2012/2013 | Sezon 2012/2013 | Lillehammer HS100 (mikst) | Ruka HS142      | Zakopane HS134    | Willingen HS145           | Oberstdorf HS213 | Lahti HS130 | Planica HS215 |
| Sezon 2012/2013                                  | Sezon 2012/2013 | Sezon 2012/2013 | -                         | -               | -                 | 11                        | -                | -           | -             |
| Sezon 2013/2014                                  | Sezon 2013/2014 | Sezon 2013/2014 | Sezon 2013/2014           | Sezon 2013/2014 | Klingenthal HS140 | Lillehammer HS100 (mikst) | Zakopane HS134   | Lahti HS130 | Planica HS139 |
| Sezon 2013/2014                                  | Sezon 2013/2014 | Sezon 2013/2014 | Sezon 2013/2014           | Sezon 2013/2014 | -                 | -                         | 7                | 5           | 9             |
| Sezon 2014/2015                                  | Sezon 2014/2015 | Sezon 2014/2015 | Sezon 2014/2015           | Sezon 2014/2015 | Klingenthal HS140 | Zakopane HS134            | Willingen HS145  | Lahti HS130 | Planica HS225 |
| Sezon 2014/2015                                  | Sezon 2014/2015 | Sezon 2014/2015 | Sezon 2014/2015           | Sezon 2014/2015 | 4                 | -                         | -                | -           | -             |
| Legenda                                          |                 |                 |                           |                 |                   |                           |                  |             |               |
| 1 2 3 4-8 poniżej 8 - – zawodnik nie wystartował |                 |                 |                           |                 |                   |                           |                  |             |               |

#### Turniej Czterech Skoczni

##### Miejsca w klasyfikacji generalnej
| Sezon     | Miejsce |
| --------- | ------- |
| 2010/2011 | 23.     |
| 2011/2012 | 18.     |
| 2013/2014 | 18.     |
| 2014/2015 | 42.     |

### Puchar Świata w lotach

#### Miejsca w klasyfikacji generalnej
| Sezon     | Miejsce |
| --------- | ------- |
| 2010/2011 | 55.     |
| 2011/2012 | 37.     |

### Letnie Grand Prix w skokach narciarskich

#### Miejsca w klasyfikacji generalnej
| Sezon | Miejsce |
| ----- | ------- |
| 2011  | 58.     |
| 2012  | 76.     |
| 2013  | 56.     |
| 2014  | 67.     |

#### Miejsca w poszczególnych konkursach indywidualnychLGP
| Źródło | Źródło     | Źródło       | Źródło       | Źródło     | Źródło     | Źródło      | Źródło      | Źródło      | Źródło     | Źródło      | Źródło | Źródło | Źródło | Źródło | Źródło | Źródło | Źródło | Źródło | Źródło | Źródło | Źródło | Źródło | Źródło | Źródło | Źródło | Źródło |
| --- | ---------- | ------------ | ------------ | ---------- | ---------- | ----------- | ----------- | ----------- | ---------- | ----------- | ------ | ------ | ------ | ------ | ------ | ------ | ------ | ------ | ------ | ------ | ------ | ------ | ------ | ------ | ------ | ------ |
| 2011 |            |              |              |            |            |             |             |             |            |             |        |        |        |        |        |        |        |        |        |        |        |        |        |        |        |        |
| Wisła | Szczyrk    | Zakopane     | Hinterzarten | Courchevel | Einsiedeln | Hakuba      | Hakuba      | Ałmaty      | Hinzenbach | Klingenthal | punkty |        |        |        |        |        |        |        |        |        |        |        |        |        |        |        |
| 47 | 31         | 37           | -            | 35         | 28         | -           | -           | -           | 18         | 25          | 22     |        |        |        |        |        |        |        |        |        |        |        |        |        |        |        |
| 2012 |            |              |              |            |            |             |             |             |            |             |        |        |        |        |        |        |        |        |        |        |        |        |        |        |        |        |
| Wisła | Courchevel | Hinterzarten | Hakuba       | Hakuba     | Ałmaty     | Ałmaty      | Hinzenbach  | Klingenthal | punkty     | punkty      | punkty | punkty | punkty | punkty | punkty | punkty | punkty |        |        |        |        |        |        |        |        |        |
| 26 | -          | -            | -            | -          | -          | -           | -           | -           | 5          | 5           | 5      | 5      | 5      | 5      | 5      | 5      | 5      |        |        |        |        |        |        |        |        |        |
| 2013 |            |              |              |            |            |             |             |             |            |             |        |        |        |        |        |        |        |        |        |        |        |        |        |        |        |        |
| Hinterzarten | Wisła      | Courchevel   | Einsiedeln   | Hakuba     | Hakuba     | Niżny Tagił | Niżny Tagił | Ałmaty      | Ałmaty     | Klingenthal | punkty |        |        |        |        |        |        |        |        |        |        |        |        |        |        |        |
| - | -          | -            | -            | -          | -          | -           | -           | 17          | 13         | -           | 34     |        |        |        |        |        |        |        |        |        |        |        |        |        |        |        |
| 2014 |            |              |              |            |            |             |             |             |            |             |        |        |        |        |        |        |        |        |        |        |        |        |        |        |        |        |
| Wisła | Einsiedeln | Courchevel   | Hakuba       | Hakuba     | Ałmaty     | Ałmaty      | Hinzenbach  | Klingenthal | punkty     | punkty      | punkty | punkty | punkty | punkty | punkty | punkty | punkty |        |        |        |        |        |        |        |        |        |
| - | 29         | 22           | -            | -          | -          | -           | 45          | 47          | 11         | 11          | 11     | 11     | 11     | 11     | 11     | 11     | 11     |        |        |        |        |        |        |        |        |        |
| Legenda |            |              |              |            |            |             |             |             |            |             |        |        |        |        |        |        |        |        |        |        |        |        |        |        |        |        |
| 1 2 3 4-10 11-30 poniżej 30 dq – dyskwalifikacja q – zawodnik nie zakwalifikował się - – zawodnik nie wystartował |            |              |              |            |            |             |             |             |            |             |        |        |        |        |        |        |        |        |        |        |        |        |        |        |        |        |

#### Lotos Poland Tour

##### Miejsca w klasyfikacji generalnej
| Sezon | Miejsce | Źr.    |
| ----- | ------- | ------ |
| 2011  | 43.     | [ 10 ] |

### Puchar Kontynentalny

#### Miejsca w klasyfikacji generalnej
| Sezon     | Miejsce |
| --------- | ------- |
| 2004/2005 | 105.    |
| 2010/2011 | 21.     |
| 2012/2013 | 100.    |
| 2013/2014 | 63.     |

#### Miejsca na podium w konkursach Pucharu Kontynentalnego
| Lp. | Dzień      | Rok  | Miejscowość | Skocznia        | Punkt K | HS     | Skok 1  | Skok 2  | Nota      | Lok. | Strata  | Zwycięzca                |
| --- | ---------- | ---- | ----------- | --------------- | ------- | ------ | ------- | ------- | --------- | ---- | ------- | ------------------------ |
| 1.  | 8 grudnia  | 2010 | Rovaniemi   | Ounasvaara      | K-90    | HS-100 | 93,0 m  | 92,5 m  | 240,0 pkt | 2.   | 3,0 pkt | Stephan Hocke            |
| 2.  | 10 grudnia | 2010 | Vikersund   | Vikersundbakken | K-105   | HS-117 | 114,5 m | 115,5 m | 267,0 pkt | 2.   | 3,7 pkt | Kim René Elverum Sorsell |
| 3.  | 18 grudnia | 2010 | Erzurum     | Kiremitliktepe  | K-95    | HS-109 | 97,5 m  | 105,5 m | 252,0 pkt | 1.   | —       | —                        |

#### Miejsca w poszczególnych konkursachPucharu Kontynentalnego
| Sezon 2004/2005                                                               |           |           |           |           |           |              |            |           |               |               |                  |                  |                  |                  |               |               |               |            |               |               |            |            |             |           |               |               |             |           |          |        |        |        |        |        |        |        |        |        |        |        |        |        |        |        |        |        |        |        |        |        |        |        |        |        |        |        |        |        |        |        |        |        |        |        |        |        |        |        |
| Rovaniemi                                                                     | Rovaniemi | Lahti     | Lahti     | Harrachov | Harrachov | Sankt Moritz | Engelberg  | Engelberg | Seefeld       | Planica       | Planica          | Sapporo          | Sapporo          | Sapporo          | Bischofshofen | Bischofshofen | Lauscha       | Lauscha    | Braunlage     | Braunlage     | Brotterode | Brotterode | Westby      | Westby    | Iron Mountain | Iron Mountain | Vikersund   | Vikersund | Zakopane | punkty |        |        |        |        |        |        |        |        |        |        |        |        |        |        |        |        |        |        |        |        |        |        |        |        |        |        |        |        |        |        |        |        |        |        |        |        |        |        |
| -                                                                             | -         | 40        | 10        | -         | -         | -            | -          | -         | -             | -             | -                | -                | -                | -                | -             | -             | -             | -          | -             | -             | -          | -          | -           | -         | -             | -             | -           | -         | -        | 26     |        |        |        |        |        |        |        |        |        |        |        |        |        |        |        |        |        |        |        |        |        |        |        |        |        |        |        |        |        |        |        |        |        |        |        |        |        |        |
| Sezon 2010/2011                                                               |           |           |           |           |           |              |            |           |               |               |                  |                  |                  |                  |               |               |               |            |               |               |            |            |             |           |               |               |             |           |          |        |        |        |        |        |        |        |        |        |        |        |        |        |        |        |        |        |        |        |        |        |        |        |        |        |        |        |        |        |        |        |        |        |        |        |        |        |        |        |
| Rovaniemi                                                                     | Rovaniemi | Vikersund | Vikersund | Erzurum   | Erzurum   | Engelberg    | Engelberg  | Sapporo   | Sapporo       | Sapporo       | Pjongczang       | Pjongczang       | Titisee-Neustadt | Titisee-Neustadt | Bischofshofen | Bischofshofen | Brotterode    | Brotterode | Iron Mountain | Iron Mountain | Kranj      | Kranj      | Zakopane    | Zakopane  | Kuopio        | Kuopio        | Wisła       | Wisła     | punkty   | punkty | punkty | punkty | punkty | punkty | punkty | punkty | punkty | punkty | punkty | punkty | punkty | punkty | punkty | punkty | punkty | punkty | punkty | punkty | punkty | punkty | punkty | punkty | punkty | punkty | punkty | punkty | punkty | punkty | punkty | punkty | punkty | punkty | punkty | punkty | punkty | punkty | punkty | punkty |
| 10                                                                            | 2         | 2         | 7         | 1         | 7         | -            | -          | -         | -             | -             | -                | -                | -                | -                | -             | -             | -             | -          | -             | -             | -          | -          | -           | -         | -             | -             | -           | -         | 358      | 358    | 358    | 358    | 358    | 358    | 358    | 358    | 358    | 358    | 358    | 358    | 358    | 358    | 358    | 358    | 358    | 358    | 358    | 358    | 358    | 358    | 358    | 358    | 358    | 358    | 358    | 358    | 358    | 358    | 358    | 358    | 358    | 358    | 358    | 358    | 358    | 358    | 358    | 358    |
| Sezon 2012/2013                                                               |           |           |           |           |           |              |            |           |               |               |                  |                  |                  |                  |               |               |               |            |               |               |            |            |             |           |               |               |             |           |          |        |        |        |        |        |        |        |        |        |        |        |        |        |        |        |        |        |        |        |        |        |        |        |        |        |        |        |        |        |        |        |        |        |        |        |        |        |        |        |
| Ałmaty                                                                        | Ałmaty    | Engelberg | Engelberg | Zakopane  | Zakopane  | Sapporo      | Sapporo    | Sapporo   | Bischofshofen | Bischofshofen | Titisee-Neustadt | Titisee-Neustadt | Planica          | Planica          | Iron Mountain | Iron Mountain | Iron Mountain | Brotterode | Brotterode    | Wisła         | Wisła      | Liberec    | Liberec     | Vikersund | Vikersund     | Niżny Tagił   | Niżny Tagił | punkty    | punkty   | punkty | punkty | punkty | punkty | punkty | punkty | punkty | punkty | punkty | punkty | punkty | punkty | punkty | punkty | punkty | punkty | punkty | punkty | punkty | punkty | punkty | punkty | punkty | punkty | punkty | punkty | punkty | punkty | punkty | punkty | punkty | punkty | punkty | punkty | punkty | punkty | punkty | punkty |        |
| -                                                                             | -         | -         | -         | -         | -         | -            | -          | -         | -             | -             | -                | -                | 21               | 17               | -             | -             | -             | -          | -             | -             | -          | -          | -           | -         | -             | -             | -           | 24        | 24       | 24     | 24     | 24     | 24     | 24     | 24     | 24     | 24     | 24     | 24     | 24     | 24     | 24     | 24     | 24     | 24     | 24     | 24     | 24     | 24     | 24     | 24     | 24     | 24     | 24     | 24     | 24     | 24     | 24     | 24     | 24     | 24     | 24     | 24     | 24     | 24     | 24     | 24     |        |
| Sezon 2013/2014                                                               |           |           |           |           |           |              |            |           |               |               |                  |                  |                  |                  |               |               |               |            |               |               |            |            |             |           |               |               |             |           |          |        |        |        |        |        |        |        |        |        |        |        |        |        |        |        |        |        |        |        |        |        |        |        |        |        |        |        |        |        |        |        |        |        |        |        |        |        |        |        |
| Rena                                                                          | Rena      | Lahti     | Lahti     | Engelberg | Engelberg | Courchevel   | Courchevel | Sapporo   | Sapporo       | Sapporo       | Sapporo          | Iron Mountain    | Iron Mountain    | Brotterode       | Brotterode    | Brotterode    | Seefeld       | Seefeld    | Falun         | Falun         | Zakopane   | Zakopane   | Niżny Tagił | punkty    | punkty        | punkty        | punkty      | punkty    | punkty   | punkty | punkty | punkty | punkty | punkty | punkty | punkty | punkty | punkty | punkty | punkty | punkty | punkty | punkty | punkty | punkty | punkty | punkty | punkty | punkty | punkty | punkty | punkty | punkty | punkty | punkty | punkty | punkty | punkty | punkty | punkty | punkty | punkty | punkty |        |        |        |        |        |
| 27                                                                            | 54        | 6         | 13        | -         | -         | -            | -          | -         | -             | -             | -                | -                | -                | -                | -             | -             | -             | -          | -             | -             | -          | -          | -           | 64        | 64            | 64            | 64          | 64        | 64       | 64     | 64     | 64     | 64     | 64     | 64     | 64     | 64     | 64     | 64     | 64     | 64     | 64     | 64     | 64     | 64     | 64     | 64     | 64     | 64     | 64     | 64     | 64     | 64     | 64     | 64     | 64     | 64     | 64     | 64     | 64     | 64     | 64     | 64     |        |        |        |        |        |
| Legenda                                                                       |           |           |           |           |           |              |            |           |               |               |                  |                  |                  |                  |               |               |               |            |               |               |            |            |             |           |               |               |             |           |          |        |        |        |        |        |        |        |        |        |        |        |        |        |        |        |        |        |        |        |        |        |        |        |        |        |        |        |        |        |        |        |        |        |        |        |        |        |        |        |
| 1 2 3 4-10 11-30 poniżej 30 dq – dyskwalifikacja - – zawodnik nie wystartował |           |           |           |           |           |              |            |           |               |               |                  |                  |                  |                  |               |               |               |            |               |               |            |            |             |           |               |               |             |           |          |        |        |        |        |        |        |        |        |        |        |        |        |        |        |        |        |        |        |        |        |        |        |        |        |        |        |        |        |        |        |        |        |        |        |        |        |        |        |        |

### Letni Puchar Kontynentalny

#### Miejsca w klasyfikacji generalnej
| Sezon | Miejsce | Źr.    |
| ----- | ------- | ------ |
| 2010  | 49.     | [ 12 ] |
| 2013  | 72.     | [ 13 ] |

#### Miejsca na podiumLPKchronologicznie
| Nr | Dzień          | Rok  | Miejscowość | Skocznia          | Punkt K | HS     | Skok 1  | Skok 2  | Nota      | Lok. | Strata   | Zwycięzca       |
| -- | -------------- | ---- | ----------- | ----------------- | ------- | ------ | ------- | ------- | --------- | ---- | -------- | --------------- |
| 1. | 3 października | 2010 | Wisła       | im. Adama Małysza | K-120   | HS-134 | 133,0 m | 125,0 m | 262,9 pkt | 3.   | 16,9 pkt | Anders Fannemel |

#### Miejsca w poszczególnych konkursachLetniego Pucharu Kontynentalnego
| Źródło                                                                        | Źródło | Źródło  | Źródło                 | Źródło                 | Źródło     | Źródło      | Źródło      | Źródło      | Źródło      | Źródło | Źródło | Źródło | Źródło | Źródło | Źródło | Źródło | Źródło | Źródło | Źródło | Źródło | Źródło | Źródło | Źródło | Źródło | Źródło | Źródło |
| ----------------------------------------------------------------------------- | ------ | ------- | ---------------------- | ---------------------- | ---------- | ----------- | ----------- | ----------- | ----------- | ------ | ------ | ------ | ------ | ------ | ------ | ------ | ------ | ------ | ------ | ------ | ------ | ------ | ------ | ------ | ------ | ------ |
| 2010                                                                          |        |         |                        |                        |            |             |             |             |             |        |        |        |        |        |        |        |        |        |        |        |        |        |        |        |        |        |
| Kranj                                                                         | Kranj  | Velenje | Garmisch-Partenkirchen | Garmisch-Partenkirchen | Courchevel | Courchevel  | Lillehammer | Lillehammer | Oslo        | Oslo   | Ałmaty | Ałmaty | Wisła  | Wisła  | punkty |        |        |        |        |        |        |        |        |        |        |        |
| -                                                                             | -      | -       | -                      | -                      | -          | -           | -           | -           | -           | -      | -      | -      | 15     | 3      | 76     |        |        |        |        |        |        |        |        |        |        |        |
| 2013                                                                          |        |         |                        |                        |            |             |             |             |             |        |        |        |        |        |        |        |        |        |        |        |        |        |        |        |        |        |
| Stams                                                                         | Stams  | Kranj   | Kranj                  | Kuopio                 | Kuopio     | Lillehammer | Lillehammer | Klingenthal | Klingenthal | punkty | punkty | punkty | punkty | punkty | punkty | punkty | punkty | punkty |        |        |        |        |        |        |        |        |
| -                                                                             | -      | -       | -                      | 17                     | 44         | -           | -           | -           | -           | 14     | 14     | 14     | 14     | 14     | 14     | 14     | 14     | 14     |        |        |        |        |        |        |        |        |
| Legenda                                                                       |        |         |                        |                        |            |             |             |             |             |        |        |        |        |        |        |        |        |        |        |        |        |        |        |        |        |        |
| 1 2 3 4-10 11-30 poniżej 30 dq – dyskwalifikacja - − zawodnik nie wystartował |        |         |                        |                        |            |             |             |             |             |        |        |        |        |        |        |        |        |        |        |        |        |        |        |        |        |        |

### FIS Cup

#### Miejsca w klasyfikacji generalnej
| Sezon     | Miejsce |
| --------- | ------- |
| 2005/2006 | 47.     |
| 2010/2011 | 15.     |

#### Miejsca na podiumFIS Cupuchronologicznie
| Lp. | Dzień       | Rok  | Miejscowość  | Skocznia         | HS     | Skok 1  | Skok 2  | Nota      | Lok. | Strata | Zwycięzca |
| --- | ----------- | ---- | ------------ | ---------------- | ------ | ------- | ------- | --------- | ---- | ------ | --------- |
| 1.  | 5 lutego    | 2006 | Courchevel   | Tremplin du Praz | HS-96  | 98,0 m  | 98,5 m  | 263,5 pkt | 1.   | –      | –         |
| 2.  | 28 sierpnia | 2010 | Örnsköldsvik | Paradiskullen    | HS-100 | 100,0 m | 99,0 m  | 271,5 pkt | 1.   | –      | –         |
| 3.  | 29 sierpnia | 2010 | Örnsköldsvik | Paradiskullen    | HS-100 | 104,5 m | 100,5 m | 276,5 pkt | 1.   | –      | –         |

#### Miejsca w poszczególnych konkursachFIS Cupu
| Źródło                                                                        | Źródło   | Źródło              | Źródło              | Źródło       | Źródło       | Źródło    | Źródło    | Źródło     | Źródło     | Źródło   | Źródło    | Źródło              | Źródło              | Źródło  | Źródło     | Źródło     | Źródło | Źródło | Źródło  | Źródło     | Źródło     | Źródło | Źródło | Źródło | Źródło | Źródło | Źródło | Źródło | Źródło | Źródło | Źródło | Źródło | Źródło | Źródło | Źródło | Źródło | Źródło | Źródło | Źródło |
| ----------------------------------------------------------------------------- | -------- | ------------------- | ------------------- | ------------ | ------------ | --------- | --------- | ---------- | ---------- | -------- | --------- | ------------------- | ------------------- | ------- | ---------- | ---------- | ------ | ------ | ------- | ---------- | ---------- | ------ | ------ | ------ | ------ | ------ | ------ | ------ | ------ | ------ | ------ | ------ | ------ | ------ | ------ | ------ | ------ | ------ | ------ |
| Sezon 2005/2006                                                               |          |                     |                     |              |              |           |           |            |            |          |           |                     |                     |         |            |            |        |        |         |            |            |        |        |        |        |        |        |        |        |        |        |        |        |        |        |        |        |        |        |
| Predazzo                                                                      | Predazzo | Bischofshofen       | Bischofshofen       | Sankt Moritz | Sankt Moritz | Vikersund | Vikersund | Kuopio     | Kuopio     | Seefeld  | Harrachov | Harrachov           | Ljubno              | Ljubno  | Courchevel | Courchevel | Zaō    | Zaō    | Sapporo | Zakopane   | punkty     | punkty | punkty | punkty | punkty | punkty | punkty | punkty | punkty | punkty | punkty | punkty | punkty | punkty | punkty | punkty | punkty | punkty | punkty |
| -                                                                             | -        | -                   | -                   | -            | -            | -         | -         | -          | -          | -        | -         | -                   | -                   | -       | -          | 1          | -      | -      | -       | -          | 100        | 100    | 100    | 100    | 100    | 100    | 100    | 100    | 100    | 100    | 100    | 100    | 100    | 100    | 100    | 100    | 100    | 100    | 100    |
| Sezon 2010/2011                                                               |          |                     |                     |              |              |           |           |            |            |          |           |                     |                     |         |            |            |        |        |         |            |            |        |        |        |        |        |        |        |        |        |        |        |        |        |        |        |        |        |        |
| Villach                                                                       | Villach  | Szczyrbskie Jezioro | Szczyrbskie Jezioro | Örnsköldsvik | Örnsköldsvik | Falun     | Falun     | Einsiedeln | Einsiedeln | Notodden | Notodden  | Szczyrbskie Jezioro | Szczyrbskie Jezioro | Szczyrk | Szczyrk    | Kranj      | Kranj  | Ramsau | Ramsau  | Ruhpolding | Ruhpolding | Zaō    | Zaō    | punkty |        |        |        |        |        |        |        |        |        |        |        |        |        |        |        |
| -                                                                             | -        | -                   | -                   | 1            | 1            | -         | -         | -          | -          | -        | -         | -                   | -                   | -       | -          | -          | -      | -      | -       | -          | -          | -      | -      | 200    |        |        |        |        |        |        |        |        |        |        |        |        |        |        |        |
| Legenda                                                                       |          |                     |                     |              |              |           |           |            |            |          |           |                     |                     |         |            |            |        |        |         |            |            |        |        |        |        |        |        |        |        |        |        |        |        |        |        |        |        |        |        |
| 1 2 3 4-10 11-30 poniżej 30 dq – dyskwalifikacja - − zawodnik nie wystartował |          |                     |                     |              |              |           |           |            |            |          |           |                     |                     |         |            |            |        |        |         |            |            |        |        |        |        |        |        |        |        |        |        |        |        |        |        |        |        |        |        |